# Démaï
Demaï (hébreu : דְּמַאי), signifiant "produits agricoles dont il est douteux qu'ils aient été correctement dîmés" est le troisième traité du Séder Zéraïm ("ordre des semences") de la Mishna et du Talmud. Il traite du concept juridique juif de démaï, produits de dîme douteux et concerne les lois relatives aux produits agricoles pour lesquelles on soupçonne que certaines dîmes obligatoires n'ont pas été correctement séparées conformément aux exigences spécifiées dans la Torah. Les dîmes en question sont maasser richon (la première dîme, pour le Lévite ), teroumat maasser (la dîme du Lévite au kohen ) et ma'aser sheni, la deuxième dîme, et maasser ani (la dîme pour les pauvres), selon l'année du cycle de l'année sabbatique .
Le traité se compose de sept chapitres et n'a une Gémara que dans le Talmud de Jérusalem. Il y a une Tosefta de huit chapitres pour ce traité.

## Étymologie
L'étymologie du mot "démaï" est incertaine, et il semble que les rabbins du Talmud n'étaient pas clairs à ce sujet. Les Amoraïm de la deuxième génération (250-290 EC) semblent dériver d'une question araméenne signifiant "oui ou non?", "est-ce la dîme ou non?" Le Talmud de Jérusalem le relie à la racine dmaï, dans le sens de "peut-être" comme dans "peut-être qu'il l'a préparé [la dîme], peut-être qu'il ne l'a pas préparé". C'est peut-être un parallèle linguistique au terme opposé, vadaï, «certain».
D'autres explications, citées par Nathan ben Yehiel, l'auteur du lexique talmudique, l'Aroukh (11e siècle de notre ère) tirent également le sens d'expressions araméennes, telles que din ma'i ou da ma'i, ce qui signifie "quelle est cette loi" ou "qu'est-ce que c'est?" en référence aux produits soumis à la dîme.
Benjamin Musaphia, l'annotateur de l'Aroukh (17e siècle de notre ère) comprend que le mot provient du mot grec demos, people, signifiant produit de l' am haarets, le "peuple du pays" ordinaire sur lequel il était douteux que tous étaient suffisamment informés ou prudents quant au respect des lois concernant la dîme.

## Objet
Ce traité concerne les lois relatives aux produits agricoles pour lesquelles il existe un doute quant au respect strict des règles relatives à la dîme. Ce produit probablement non dîmé est connu sous le nom de démaï.
Le contexte des discussions de ce traité est que, selon la Torah, les agriculteurs israélites étaient obligés de séparer trois types de dîmes: 
- Maasser richon - la première dîme, destinée aux Lévites, n'ayant pas de lotissement tribal et dépendant de ce produit pour leur subsistance (Nb 18,21)
- Maasser cheni - la deuxième dîme, constituée d'animaux que le propriétaire devait brûler à Jérusalem[réf. nécessaire], ou convertir en argent plus un cinquième de sa valeur et reconvertir en nourriture à Jérusalem (Dt 14,22-27)
- Maasser ani - la dîme du pauvre, à la place de la deuxième dîme de la troisième et de la sixième année du cycle de sept ans de l'année sabbatique (Dt 14,22-29 et Dt 26,12-15)[1],[3].

Les Lévites devaient également donnerune partie de la dîme qu'ils avaient reçue des Israélites aux kohanim, consistant en un dixième de la dîme qu'ils avaient reçue; on l'appelait teroumat maasser (offrande de la dîme) ou maasser min hamaasser (dîme de la dîme) (Nb 18,26),.
Pendant la période du Second Temple, des observateurs scrupuleux de la loi (connus sous le nom de havérim, amis ) ont commencé à douter que les produits aient été correctement dîmés lorsqu'ils ont été achetés à des agriculteurs qui n'étaient probablement pas éduqués ou sans scrupules quant à la séparation des dîmes. Ce type d'individu était connu sous le nom de am haarets (personne du pays), quelqu'un dont la fiabilité était douteuse.
Le am haarets n'était pas soupçonné de ne pas donner de térouma (cadeaux aux prêtres), car il ne nécessitait qu'un petit paiement comprenant un centième des produits, et parce que la térouma avait un degré de sainteté qui en faisait une grave transgression pour un non-prêtre à manger.
Cependant, comme il était douteux que les produits de l' am haarets aient été dîmés, les havérim qui leur achetaient du grain devaient désigner une partie des produits comme maasser (une dîme pour les Lévites ou les pauvres) et maasser min hamaasser (un dixième de cette dîme), quoique d'une manière qui réduise les pertes financières,.
Les litiges entre les maisons de Chammaï et Hillel, les sages de Yavné, ainsi que le matériel de la génération d'Oucha contenu dans ce traité sont particulièrement importants.
L'une des premières utilisations du concept de " monopole " au sens commercial apparaît dans ce traité, concernant l'achat de produits agricoles à un commerçant qui a le monopole des produits (chapitre 5; 4).
La Gémara contient quelques passages d'Aggada. Par exemple, la conscience de Rabbi Phinehas ben Jair concernant les lois de la dîme est décrite avec d'autres actes de piété pour lesquels il était bien connu.

## Structure
Le traité comprend sept chapitres et 53 paragraphes (mishnayot). Il a une Gémara - analyse rabbinique et commentaire de la Mishna - seulement dans le Talmud de Jérusalem ; il a également Tosefta.
Il n'y a pas de Gémara dans le Talmud de Babylone pour ce traité ou pour aucun des traités de cet ordre de la Mishna, à l'exception du traité Bérakhot, car les lois relatives à l'agriculture dont ils discutent n'ont généralement aucune application pratique en dehors de la Terre d'Israël .
Démaï, avec ses sept chapitres, fait exception au schéma habituel d'agencement des traités dans l'ordre selon le nombre de leurs chapitres; il apparaît troisième dans la Mishna et le Talmud de Jérusalem, et dans la plupart des manuscrits de la Tosefta, avant des traités avec plus de chapitres.
Le Tosefta a quelques modifications et ajouts. Il divise le chapitre 2 de la Mishna en deux parties, et comporte ainsi huit chapitres au lieu des sept de la Mishna. Le huitième paragraphe du sixième chapitre de la Mishna correspond au début du huitième chapitre de la Tosefta.
Un aperçu des sujets des chapitres est le suivant: 
- Le chapitre 1 détaille les cas de produits exemptés des règles du démaï tels que les fruits ou légumes qui sont hefker (biens non réclamés ou sans propriétaire)[1],[4].

- Le chapitre 2 énumère les produits auxquels s'appliquent les règles du démaï même en dehors de la Terre d'Israël s'il est acheté auprès d'un am haarets ; discute de la façon dont une personne peut être certifiée en tant que nééman (celui qui est réputé digne de confiance en ce qui concerne la dîme), ou en tant que ḥaver qui fait également confiance en matière de pureté; et le devoir des marchands en ce qui concerne la dîme des produits démaï[1],[4] .

- Le chapitre 3 examine les règles pour donner ou quitter le démaï à d'autres personnes et précise qu'un haver ne doit pas inciter les autres à consommer du démaï[1],[4] .

- Le chapitre 4 examine les règles de consommation des produits du démaï avec des personnes qui ne sont pas dignes de confiance, et quand les acheter auprès d'eux est autorisé[1],[4].

- Le chapitre 5 examine les règles relatives à la dîme des produits démaï achetés à plusieurs personnes et à la dîme des produits d'un type pour les produits d'un autre type[1],[4].

- Le chapitre 6 examine les règles de la dîme des produits des terres ou des arbres loués ou loués, de la dîme des produits des partenaires et des héritiers, des produits vendus dans les terres bordant la Terre d'Israël et des produits achetés pour un am ha'arets[1],[4] .

- Le chapitre 7 examine les règles relatives à la dîme des aliments consommés avec un am ha'arets, les règles de la dîme par «désignation» et les règles concernant les mélanges et les réglementations relatives à la dîme du démaï en cas d'urgence[1],[4].

## Commentaires
Les commentaires sur ce traité sont les suivants: 
- Le Rach Sirilio est le premier commentaire complet connu sur une grande partie du Talmud de Jérusalem est celui du rabbin Chlomo Sirilio (1485-1558). Dans l'édition de Vilna du Talmud de Jérusalem, il n'apparaît que pour les traités Bérakhot et Péa ; mais le commentaire de tout le Seder Zeraim, y compris le traité Démaï, apparaît dans l'édition Moutsal Miéch du Talmud de Jérusalem. En plus de son commentaire, Rach Sirilio a travaillé pour éliminer les erreurs commises par les copistes manuscrits qui, au fil du temps, s'étaient glissées dans le texte du Talmud de Jérusalem et son texte amendé de la Guémara est reproduit à côté de son commentaire dans les éditions Vilna et Moutsal Mi'Eish de le Talmud de Jérusalem.

- Mahara Fuolda et son compagnon, Tosefot Maharaf, sont les commentaires du rabbin Eliahou de Foulda, publiés à Amsterdam en 1710. De nombreux commentateurs ultérieurs se réfèrent à lui uniquement comme HaMéfarèsh ( Le commentateur ).

- Pnéi Moché, le seul commentaire qui couvre tout le Talmud de Jérusalem a été écrit par le rabbin Moché Margolies, où il a été publié pour la première fois à Amsterdam en 1775.

- Le Gaon de Vilna a également travaillé pour corriger de nombreuses erreurs textuelles dans le texte du Talmud de Jérusalem et ses rectifications sont contenues dans des gloses marginales publiées sous le titre Hagahot HaGra . En outre, un ouvrage connu sous le nom de Béourei HaGra, a été écrit par ses disciples sur la base de ses commentaires. Il existe deux versions de ce commentaire, basées sur des manuscrits écrits par différents disciples.

- Un commentaire connu sous le nom de Ridvaz sur presque tous les traités du Talmud de Jérusalem a été publié pour la première fois à Piotrków en 1898, avec son commentaire compagnon, Tosefot HaRid, par le rabbin Yaakov Dovid Wilovsky de Slutsk et plus tard de Safed (1845-1914).

À l'époque moderne, deux ouvrages complets ont été publiés: 
- Toldot Yitshak et son compagnon Tévouna, par le rabbin Yitshok Isaac Krasilschikov de Poltava, qui a écrit son commentaire en Union soviétique avant de mourir à Moscou en 1965. Le manuscrit a été sorti clandestinement de la Russie communiste par le rabbin Harry Bronstein, qui a fondé Makhon Moutsal MeiEish et a publié une nouvelle édition du Seder Zeraim du Talmud de Jérusalem, qui comprenait le travail du rabbin Krasilschikov et tous les principaux commentateurs publiés jusqu'à cette époque.

- Sha'arei Emouno, le commentaire du rabbin Chaim Kanievsky au Talmud de Jérusalem a été publié à ce jour sur Sedarim Zeraim et Moed. Il est basé sur des conférences données par le rabbin Kanievsky et contient des explications de commentateurs antérieurs, ainsi que de nombreuses idées originales; le volume sur  Démaï a été publié à Bneï-Brak, Israël, en 2002.

En plus des commentaires énumérés ci-dessus, les commentaires spécifiques au traité  démaï ou aux lois du  démaï sont les suivants: 
- Kaftor VaFerah, par le rabbin Ishtori Haparchi, un disciple de Roch, est l'une des rares compositions survivantes des Richonim concernant Seder Zéraïm. Le rabbin Ichtori est né en Provence vers 1280 et a émigré en Terre d'Israël, où il s'est absorbé dans l'étude du halakhot s'appliquant à la Terre . Son travail a été publié pour la première fois à Venise en 1546.

- Maharam Haviv du rabbin Moshe ibn Haviv de Salonique (XVIIe siècle) a écrit un commentaire sur le traité du Jérusalem Talmud  démaï, ainsi que sur les traités du Jérusalem Talmud Berakhot et Peah. Ce commentaire a également été nommé Pnei Moshe, mais pour le distinguer du commentaire le plus connu de ce nom par Moshe Margolies, il est parfois appelé Maharam Haviv. Existant uniquement en tant que manuscrit à l'époque de sa composition, il a été publié pour la première fois par Machon Yerushalayim en 1994.

- Pe'at Hachoulhan est un ouvrage sur les lois relatives à l'agriculture, écrit par le rabbin Yisroel ben Chmouel de Shklov (1770-1839), disciple du Gaon de Vilna et publié pour la première fois à Safed en 1836. Il contient deux sections, les lois fondamentales, qui sont principalement adoptées par Maïmonide, et une section de discussion plus large appelée Beis Yisrael .

- Aroukh Hachoulhan He'Atid est un recueil de halakhot écrit par le rabbin Yehiel Michel Epstein de Novaradok (1829-1902), qui a également composé le Aroukh HaChoulhan standard. Il a été publié à titre posthume à Jérusalem en 1938 et le premier volume traite des lois du Seder Zeraim.

- Torat HaArets est un ouvrage sur les lois agricoles, rédigé par le rabbin Moshe Kliers de Tibériade, publié à Jérusalem en 1928 (avec une deuxième édition publiée en 1972).

- Mikdach David est l'œuvre du rabbin David HaKohen Rappaport (1890-1942), un érudit qui a péri dans l'Holocauste et dont le travail contient une section relative au Seder Zeraim.

- Hazon Ich est une œuvre de grande envergure de Rabbi Avrohom Yeshaya Karelits couvrant une bonne partie de la Mishna et du Talmud. Les écrits de Hazon Ich sur Seder Zeraim en particulier ont eu une influence dans l'établissement de la halakha contemporaine en Israël en ce qui concerne les questions agricoles. Les travaux de Hazon Ich sur Seder Zeraim, y compris une section sur  démaï, ont été initialement publiés dans Bnei Brak en 1958.

- Khidushim Ouvéourim de Rabbi Moché Feinstein est un travail approfondi sur le traité Démaï du Talmud de Jérusalem et est publié dans l'édition Mahon Moutsal MeiEish du Talmud de Jérusalem.

- Erets HaBehira est un ouvrage en plusieurs volumes sur Seder Zeraim de Rabbi Yosef tsvi Weiner de Jérusalem; le volume sur le traité  démaï a été publié à Jérusalem en 1998.

- Émounas Eliezer est un commentaire sur le Mishna du traité  démaï par le rabbin Eliezer Ephraim Sherwinter, publié à Fallsburg, NY en 2007.

- Mishnas Avraham est un travail sur divers traités au Seder Zeraim par le rabbin Avraham HaLevi Stewart; le volume sur  démaï a été publié à Jérusalem en 2007.

- Birkat Yisrael de Rabbi Yisrael Moshe Fried, en collaboration avec d'autres, a été publié à Jérusalem en 2008 dans le cadre d'un volume contenant une édition critique du traité  démaï du Talmud de Jérusalem avec des commentaires. En plus de ses commentaires originaux, Birkat Yisrael cite de nombreuses œuvres antérieures.

- Kav Vénaki est un commentaire ainsi qu'une section d'idées pour le traité démaï co-écrit par le rabbin Yéhouda Levi et le rabbin Gershon Metsger, publié à Jérusalem en 2005.

Les travaux qui aident à interpréter les nombreuses références botaniques du traité  démaï sont les suivants: 
- (he) Yehudah Feliks, HaTzome'ach Ve'Ha'Chai Ba'Mishnah, Jerusalem, Israel, 1983 :« (Flora and Fauna in the Mishna) »

- Chaim Tzvi Oelbaum, Mesorot HaZihuy Shel Tzimchei Mishnat Kilayim, Ramat Gan, Israel, Bar Ilan University, 2008 (monograph which identifies the plant names mentioned in the commentaries of the Rishonim).

- (he) Zohar Amar, Machberet Tzimchei HaMishnah shel Rabbi Yosef Kafich, Bar Ilan University :« Notes on Plants of the Mishnah of Rabbi Yosef Kafich » (Rabbi Yosef Kafich in his notes to Rambam's Commentary in Arabic identifies numerous species by their Latin equivalents)

## Contexte historique
Une tradition rabbinique (citée dans Mishna Sotah, Tosefta Sota et le Talmud de Jérusalem dans Sota et Maasser cheni ) indique que l'institution du  démaï était en vigueur à l'époque du grand prêtre hasmonéen Yohanan Hyrcanus (135-104 AEC). D'un autre côté, un Baraïta dans le Talmud babylonien (Sotah 48a), décrit Yohanan comme la personne qui a institué le démai après avoir découvert que la plupart des gens ne séparaient que l'offrande de la térouma sacerdotale et négligeaient les dîmes.
Le contenu de ce traité reflète principalement les conditions en Judée et en Galilée au IIe siècle de notre ère et en particulier les conditions en Galilée après la révolte de Bar Kokhba (132–136 de notre ère). La plupart des Tannaïm dont les opinions sont consignées dans ce traité sont de cette période.
Le traité contient des données sur la vie sociale et les institutions de l'époque et les relations sociales et commerciales entre les différents segments de la population, tels que les haverim, les améï haarets, les employeurs et les travailleurs, les aubergistes et leurs invités. La Guémara dans le Talmud de Jérusalem indique qu'il y avait des inspecteurs qui faisaient la distinction entre les produits correctement dîmés (métoukan) et les démaï, et qu'il y avait également des officiers nommés pour surveiller la vente des produits alimentaires et maintenir les prix bas,.
La Guémara possède également des informations considérables sur les produits de la Terre d'Israël. De nombreux noms de fruits et légumes, en plus de ceux mentionnés dans la Mishna, sont cités dans la Guémara, ainsi que des informations sur les marchés et les noms de lieux à l'intérieur et à l'extérieur de la Terre d'Israël.